# Lügen macht erfinderisch
Lügen macht erfinderisch (Originaltitel: The Invention of Lying) ist eine Filmkomödie und das Regiedebüt des britischen Komikers Ricky Gervais aus dem Jahr 2009.
Das Szenario des Films beschreibt eine Parallelwelt, deren wesentlicher Unterschied zur realen darin besteht, dass die Vorstellung von Lüge und Fiktion absolut unbekannt ist.

## Handlung
Mark Bellison ist ein unattraktiver Verlierer. Er arbeitet als erfolgloser Drehbuchschreiber in einer Produktionsanstalt für historische Dokumentarfilme, in seiner Welt die einzige bekannte Form des Unterhaltungsfilms.
Er weiß bereits durch die allgegenwärtige Ehrlichkeit, dass er seinen Job verlieren wird. Kurz davor sagt ihm auch noch seine Traumfrau bei einem Date, dass sie ihn wegen seiner Gene als unpassenden Partner ansieht. Am nächsten Tag verliert er – wie erwartet – seinen Job, unmittelbar danach kündigt ihm auch noch sein Vermieter die Wohnung, weil er die Miete nicht bezahlen kann. Er geht zur Bank, um sein letztes Geld für den Auszug abzuheben. Die Bankangestellte fragt ihn wegen eines Computerausfalls nach der Höhe seines Guthabens, was in ihm – visuell dargestellt wie ein plötzlicher Funke in seinem Gehirn – die Idee der Unwahrheit auslöst. Er gibt der Bankangestellten eine falsche Summe an, die ihm diese auch trotz einer anderslautenden Auskunft aus dem plötzlich wieder funktionierenden Computer auszahlt, da es sich ja nur um einen Computerfehler handeln könne.
Ausgehend von dieser ersten Lüge entdeckt Mark die Möglichkeiten des Lügens und der Fiktion und wendet diese in weiteren Situationen an, was zu einer Kette unbeabsichtigter Entwicklungen führt.

## Produktion
An der Produktion des Films waren Warner Brothers, Lyna Obst Produktion, Media Right Capital, Lin Picture und Radar Picture beteiligt.

## Kritik
Das Lexikon des internationalen Films schreibt, dass der Film inhaltlich mit seinen „Reflexionen über Wahrheit und Lüge ein interessantes Thema“ aufgreife. Allerdings komme er in formaler Hinsicht „über die Standards des Genres kaum hinaus“ und bediene sich zudem „eher altbackener Rollenbilder“. Ähnlich negativ urteilt Maike Nagelschmitz bei rtl.de. Ihrer Meinung nach reicht eine „nette Story allein“ nicht, „um den Film zu einem Erfolg zu machen“. Es stören die nervenden Klischees und die Dialoge. „Die Krönung dazu ist, dass die Komödie offensichtlich auch noch Aspekte einer religiösen Satire aufweisen soll“ und „Obwohl man der Komödie ein paar charmante Momente nicht absprechen kann, ziehen sich die 100 Minuten wie Kaugummi.“
Daniel Licha von MovieMaze findet dagegen viel lobende Worte. Er schreibt: „Auch wenn der Geschichte gegen Ende etwas die Luft ausgeht, schuf Gervais hier ein aberwitziges und vor allen Dingen innovatives Szenario, das gerade in Sachen Gesellschaftskritik punkten kann und dank seiner sympathischen Charaktere den Zuschauer zu jeder Sekunde auf seiner Seite hat.“
Die Süddeutsche Zeitung beleuchtet die Problematik, die dem Film das Thema verleiht, sehr praxisbezogen und schreibt:

„Das Kino, das ja oft eher gedankenlos die Kunst des schönen Scheins genannt wird, ist ohne die Lüge tatsächlich nichts. Oder anders gesagt: Es kann eine durch und durch verlogene Welt sehr gut abbilden und sogar in seltenen Augenblicken zur Wahrheit vorstoßen. Würde aber eines Tages die Wahrheit die absolute Herrschaft ergreifen, wäre es erledigt, tot, am Ende.“

## Trivia
Im Film haben bekannte Hollywood-Stars Cameo-Auftritte. Zum Beispiel Philip Seymour Hoffman als Barkeeper, Stephen Merchant als Hausbesitzer und Edward Norton als Polizist.